# Élection présidentielle sud-africaine de 2024
L'élection présidentielle sud-africaine de 2024 a lieu le 14 juin 2024. Le scrutin intervient après les élections législatives du 2 juin, qui voient le Congrès national africain (ANC) du président sortant Cyril Ramaphosa perdre sa majorité absolue des sièges.
Après plusieurs jours d'incertitudes, l'ANC forme un gouvernement de coalition avec l'Alliance démocratique (DA), le Parti Inkatha de la liberté (IFP) et l'Alliance patriotique (PA). Disposant de la majorité, la coalition réélit Ramaphosa à une large majorité de 86 % des voix face au dirigeant des Combattants pour la liberté économique (EFF), Julius Malema.

## Contexte
Candidat à sa réélection, le président sortant Cyril Ramaphosa se présente sous la bannière du Congrès national africain (ANC), au pouvoir depuis 1994. Impliqué dans des scandales de corruption, ce dernier perd pour la première fois sa majorité absolue des sièges aux élections législatives organisées le 2 juin 2024. Aucun parti d'opposition n'ayant obtenu cette majorité, l'élection présidentielle se déroule dans le contexte inédit d'un parlement sans majorité, laissant planer l'incertitude sur son issue,. Principal parti d'opposition, l'Alliance démocratique de John Steenhuisen conserve la seconde place, mais le recul de l'ANC profite principalement au Umkhonto we Sizwe (MK) de l'ancien président Jacob Zuma, qui arrive troisième pour sa première participation à un scrutin national.
Les cadres de l'ANC se réunissent le 31 mai pour décider de la suite des évènements. Le même jour, John Steenhuisen, déclare que la DA est disposée à former avec elle un gouvernement de coalition, tout en la conditionnant à une consultation préalable des autres membres de la Charte multipartite. Julius Malema en fait de même au nom de des EFF. Des négociations informelles s'ouvrent immédiatement avec ces deux partis, avant leur ouvertures officielle le 2 juin par le secrétaire général de l'ANC, Fikile Mbalula, qui assure que le gouvernement a entendu le « message clair » envoyé par les électeurs au parti. S'il assure que les résultats ont servi de « leçon d'humilité » pour l'ANC, l'éventualité d'un retrait de Cyril Ramaphosa de la présidence comme condition à une coalition est en revanche rejeté catégoriquement. Les négociations s'ouvrent en l'absence des représentants du MK en raison du rejet des résultats par le parti et son dirigeant, Jacob Zuma, qui en conteste la validité. Le MK boycotte ainsi les négociations, son porte parole Nhlamulo Ndhlela jugeant que la présence du parti reviendrait à légitimer la proclamation « illégale » des résultats,.
Après une tentative infructueuse du MK de faire invalider les résultats par la Cour constitutionnelle, les négociations aboutissent à la conclusion d'un accord de coalition entre l'ANC, la DA, le Parti Inkatha de la liberté (IFP) et l'Alliance patriotique (PA). La session inaugurale de l'Assemblée intervient ainsi le lendemain, permettant la tenue du scrutin présidentiel.

## Candidats
Deux candidats se présentent :  
- Cyril Ramaphosa, Président de la république d'Afrique du Sud depuis 2018 et dirigeant du Congrès national africain (ANC) ;
- Julius Malema, député depuis 2019 et dirigeant des Combattants pour la liberté économique (EFF).

## Résultats
|                          | Cyril Ramaphosa          | ANC                      | 283 | 86,54 |  |  |
|                          | Julius Malema            | EFF                      | 44  | 13,46 |  |  |
|                          |                          |                          |     |       |  |  |
| Votes valides            | Votes valides            | Votes valides            | 327 | 96,46 |  |  |
| Votes blancs et nuls     | Votes blancs et nuls     | Votes blancs et nuls     | 12  | 3,54  |  |  |
| Total                    | Total                    | Total                    | 339 | 100   |  |  |
| Abstention               | Abstention               | Abstention               | 61  | 15,25 |  |  |
| Inscrits / participation | Inscrits / participation | Inscrits / participation | 400 | 84,75 |  |  |

## Analyse et conséquences
Soutenu par la quasi-totalité de l'assemblée à l'exception des députés des Combattants pour la liberté économique (EFF), qui soutiennent la candidature de Julius Malema, ainsi que de ceux du Umkhonto we Sizwe (MK) de Jacob Zuma, qui boycottent la séance, Cyril Ramaphosa est réélu à la présidence avec 86 % des voix. Julius Malena reconnait immédiatement sa défaite, avant de féliciter le vainqueur
,. Les députés du MK finissent par rejoindre leurs sièges le 17 juin, la cérémonie d'investiture de Cyril Ramaphosa pour un second mandat intervenant quant à elle le 19,.
Il forme le 30 juin le Gouvernement Ramaphosa III composé de 32 ministres dont 20 du Congrès national africain, 6 de l'Alliance démocratique, 2 du Parti Inkatha de la liberté, et un chacun de l'Alliance patriotique, du Front de la liberté, du Congrès panafricain d'Azanie  et du Good.